# Бринє (Дол-при-Любляні)
Бринє (словен. Brinje) — поселення в общині Дол-при-Любляні, Осреднєсловенський регіон, Словенія. 
Висота над рівнем моря: 280,8 м.